# Kabul (distrikt)
Kabul (persiska: کابل), eller Wuluswali-ye Kabul (ولسوالی کابل), är ett distrikt (wuluswali) i östra Afghanistan, i provinsen Kabul. Huvudort är landets huvudstad Kabul, som även är landets största stad. Distriktet beräknades år 2022 ha omkring 4 775 000 invånare.